# Phytomyza adjuncta
Phytomyza adjuncta är en tvåvingeart som beskrevs av Erich Martin Hering 1928. Phytomyza adjuncta ingår i släktet Phytomyza och familjen minerarflugor. Arten är reproducerande i Sverige. Inga underarter finns listade i Catalogue of Life.